# The Wonderful Ice Cream Suit and Other Plays
The Wonderful Ice Cream Suit and Other Plays (1972) este o colecție de trei piese de teatru scrise de Ray Bradbury: The Wonderful Ice Cream Suit, The Veldt și To the Chicago Abyss. Toate sunt adaptări ale unor povestiri omonime ale lui Bradbury. Piesa The Wonderful Ice Cream Suit a fost ecranizată în 1998 de Touchstone Pictures.
În 1972 a apărut în limba franceză ca Théâtre pour demain...et après în Présence du futur, numărul 168.